# BU Crucis

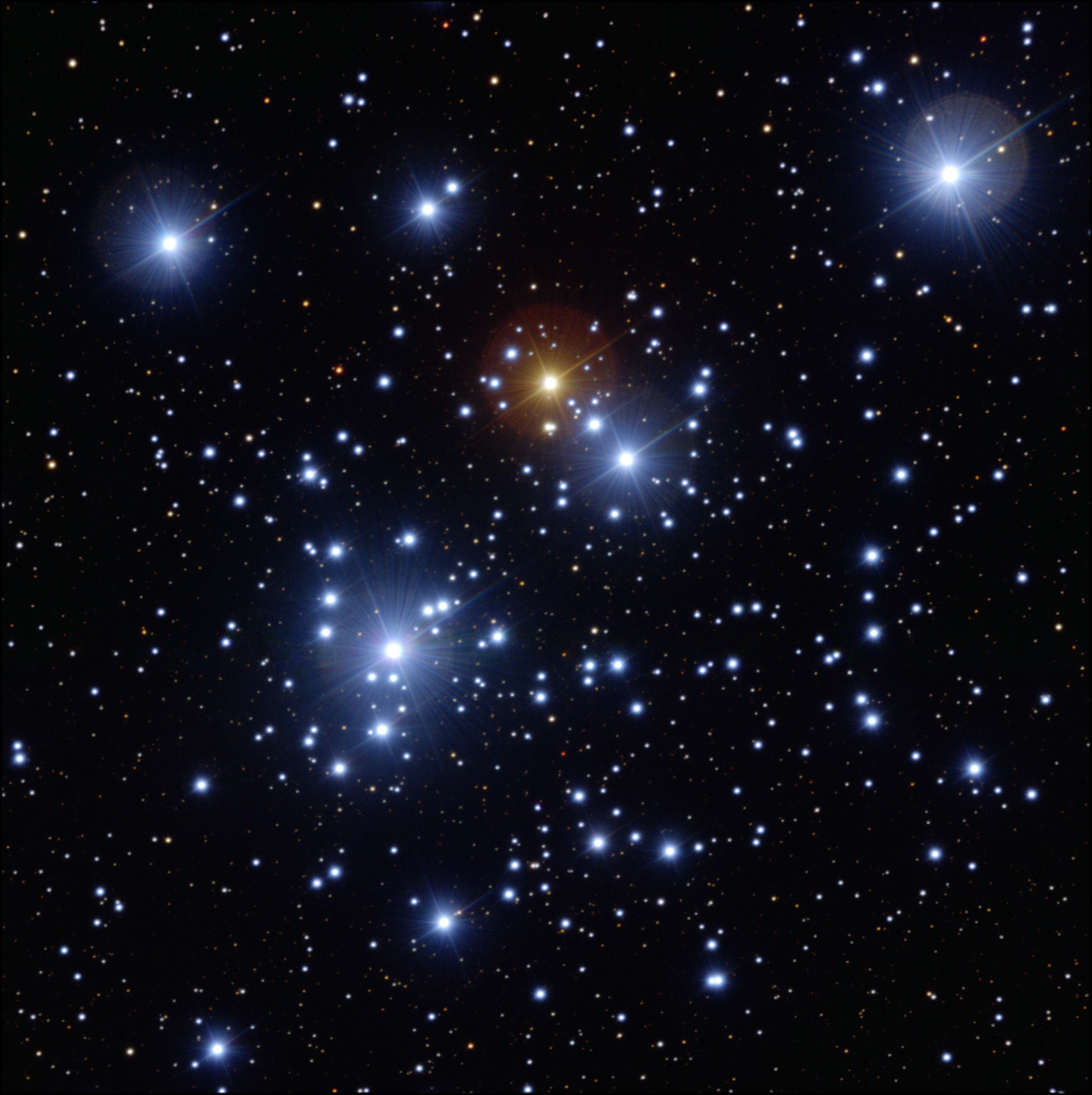
Stjärnhopen NGC 4755. BU Crucis är den klarblå stjärnan precis ovanför och till höger om mitten. Foto: ESO/Y. Beletsky.

BU Crucis eller HD 111934, är en ensam stjärna belägen i mellersta delen av stjärnbilden Södra korset i den öppna stjärnhopen NGC 4755. Den har en högsta skenbar magnitud av ca 6,80 och kräver en handkikare eller ett mindre teleskop för att kunna observeras. Baserat på parallax Gaia Data Release 2 på ca 0,444 mas beräknas den befinna sig på ett avstånd av ca 7 300 ljusår (ca 2 300 parsec) från solen. Den rör sig närmare solen med en heliocentrisk radialhastighet av ca -17 km/s. Stjärnan bildar den högra änden av stapeln av den framträdande bokstaven "A"-asterismen i mitten av hopen. Stjärnhopen är en del av den större Centaurus OB1-föreningen och ligger  på ett avstånd av cirka 8 500 ljusår från solen.

## Egenskaper

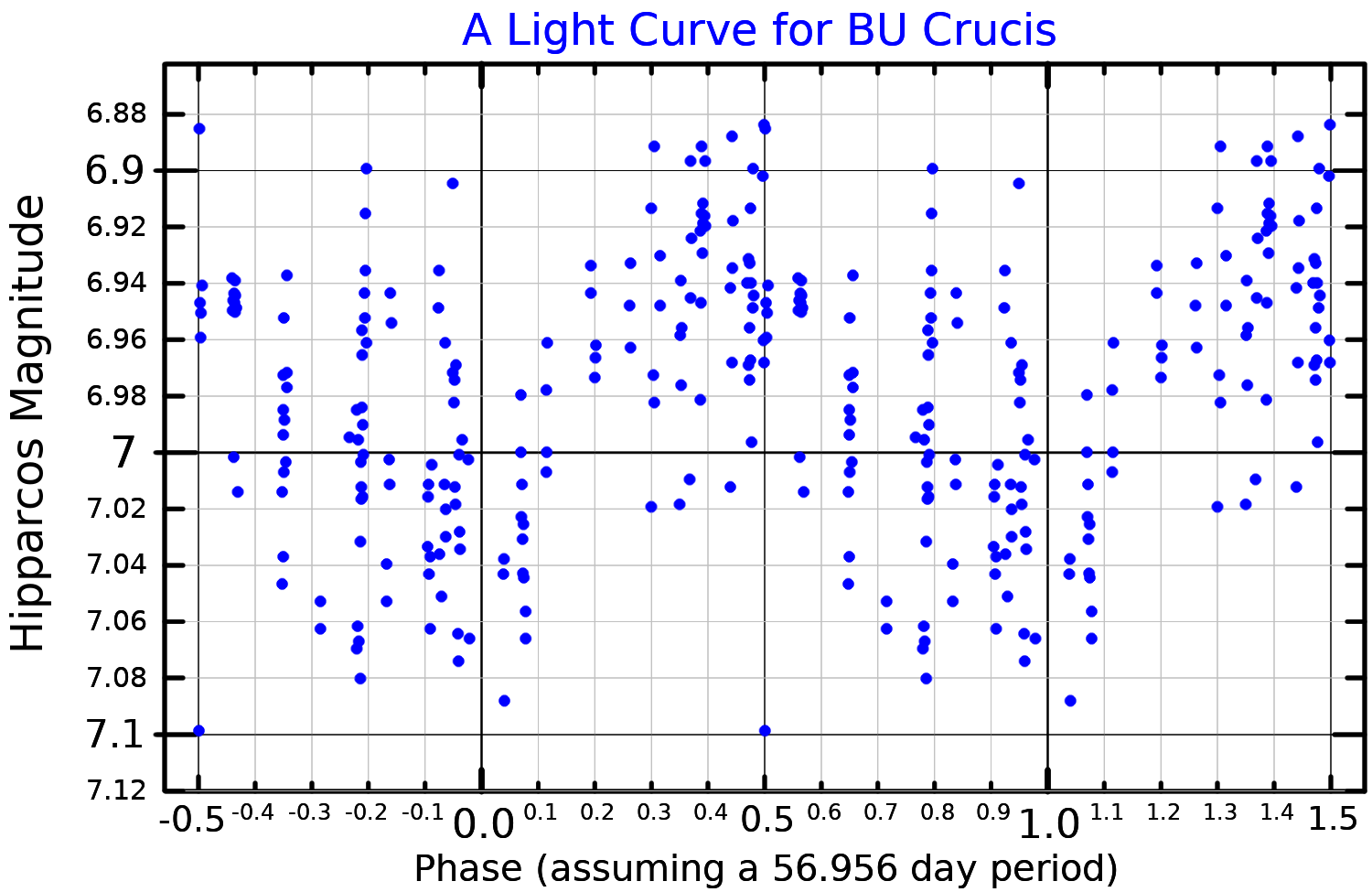
Ljuskurva för BU Crucis, anpassad efter Lefèvre et al. (2009).

BU Crucis är en blå superjättestjärna av spektralklass B2 Ia. Den har en massa av ca 29 solmassor, en radie av ca 42 solradier och utsänder energi från dess fotosfär motsvarande ca 275 000 gånger solen fid en effektiv temperatur av ca 20 600 K.
BU Crucis är en variabel stjärna med ett ljusstyrkeområde på cirka 0,1 magnitud. Den är listad som en sannolik förmörkande binär i General Catalogue of Variable Stars, men International Variable Star Index klassificerar den som en Alfa Cygni-variabel med ett visuellt magnitudintervall på 6,82 - 7,01.